# Liste der Universitäten in Connecticut
Liste von Universitäten und Colleges im US-Bundesstaat Connecticut:

## Bundeshochschulen
- United States Coast Guard Academy

## Staatliche Hochschulen
- Charter Oak State College
- Connecticut State University System
  - Central Connecticut State University
  - Eastern Connecticut State University
  - Southern Connecticut State University
  - Western Connecticut State University
- University of Connecticut

## Private Hochschulen
- Albertus Magnus College
- Briarwood College
- University of Bridgeport
- Connecticut College
- Fairfield University
- Hartford Seminary
- University of Hartford
- Holy Apostles College and Seminary
- Lyme Academy College of Fine Arts
- Mitchell College
- University of New Haven
- Post University
- Quinnipiac University
- Rensselaer at Hartford
- Sacred Heart University
- Saint Joseph College
- Trinity College
- Wesleyan University
- Yale University